# Cheng Bugao
Cheng Bugao (程步高S, Chéng BùgāoP) (Zhejiang, 1898 – Hong Kong, 20 giugno 1966) è stato un regista cinese naturalizzato hongkonghese.

## Biografia
Lavorò per la Mingxing Film Company, era il responsabile di alcuni importanti progetti per il movimento progressista di quel periodo, inclusi Wild Torrents (1933) e Spring Silkworms (1933). Entrambi i film basati su sceneggiature di Xia Yan.
Dopo la seconda guerra sino-giapponese, Cheng si trasferì ad Hong Kong, dove produsse film di natura volutamente apolitica.

## Filmografia parziale
| Anno | Titolo inglese        | Titolo cinese  | Note |
| ---- | --------------------- | -------------- | --- |
| 1933 | Wild Torrent          | 狂流           | |
| 1933 | Spring Silkworms      | 春蚕           | |
| 1934 | Shared Hate           | 同仇           | |
| 1934 | To the Northwest      | 到西北去       | |
| 1934 | The Classic for Girls | 女儿经         | Co-diretto con Zhang Shichuan, Yao Sufeng, Zheng Zhengqiu, Xu Xingfu, Li Pingqian, Chen Kengran, and Shen Xiling |
| 1935 | Ardent, Loyal Souls   | 热血忠魂       | Co-diretto con Zhang Shichuan, Wu Cun, Zheng Zhengqiu, Xu Xingfu, Li Pingqian, and Shen Xiling                   |
| 1936 | Old and New Shanghai  | 新旧上海滩     | |
| 1936 | Little Lingzi         | 小玲子         | |
| 1949 | Heavenly Souls        | 锦绣天堂       | |
| 1949 | Virtue in the Dust    | 春城花落       | |
| 1951 | Prisoner of Love      | 爱的俘虏       | |
| 1954 | The Old and New Loves | 旧爱新欢       | |
| 1954 | The Merry-Go-Round    | 欢喜冤家       | |
| 1957 | Ming Phoon            | 鸣凤           | basato su un romanzo di Ba Jin                                                                                   |
| 1957 | The Fairy Dove        | 小鸽子姑娘     | |
| 1958 | The Street Boy        | 慈母顽儿       | |
| 1958 | The Nature of Spring  | 有女怀春       | |
| 1959 | Wonderful Thoughts    | 机伶鬼与小懒猫 | |
| 1960 | Comedy of 100 Girls   | 脂粉小霸王     | |
| 1961 | The Lady Racketeer    | 美人计         | |